# Église Saint-Martin d'Horsarrieu
 (juillet 2011).
Si vous disposez d'ouvrages ou d'articles de référence ou si vous connaissez des sites web de qualité traitant du thème abordé ici, merci de compléter l'article en donnant les références utiles à sa vérifiabilité et en les liant à la section « Notes et références ».
L'église Saint-Martin se situe sur la commune d'Horsarrieu, dans le département français des Landes. Elle est une étape sur la via Lemovicensis (ou voie limousine ou voie de Vézelay) du pèlerinage de Saint-Jacques-de-Compostelle. De style gothique flamboyant des XVe et XVIe siècles, elle est inscrite au titre des monuments historiques par arrêté du 12 décembre 1939. Parmi les éléments remarquables de l’église, on notera le  portail, une crucifixion du début du XIXe siècle ou un cul-de-lampe représentant un Landais coiffé d'un béret[réf. souhaitée].

## Présentation
L'église de la paroisse se trouvait à l'origine dans la vallée au milieu de l'actuel cimetière, centre géographique de la commune. La chapelle seigneuriale construite au bourg quelques siècles plus tard n'était pas l'église principale et ne le devint qu'en 1871 lors de la démolition de la première. De style roman à l'origine elle servait de refuge à la population lors de l'occupation anglaise. Elle ne comportait alors qu'une seule nef. Ravagée une première fois par la guerre au XIVe ou XVe siècle, sa destruction fut quasi totale. Elle fut reconstruite sur le style gothique flamboyant avec un clocher massif de type donjon pour prévoir un point de défense et auquel on accède par un escalier tournant en pierre dans la tour contiguë pourvue de meurtrières. Elle fut ravagée une seconde fois par un incendie lors des guerres de religion et en partie restaurée vers 1841. Elle fut agrandie en 1867 par adjonction d'une nef latérale et inscrite à l'inventaire supplémentaire des monuments historiques en 1939. Frappée par la foudre en 1947, elle fut sérieusement dévastée et il fallut attendre 1982 pour que sa rénovation soit complète et conforme à l'image que nous voyons aujourd'hui.